# Siona dealbata
Siona dealbata är en fjärilsart som beskrevs av Carl von Linné 1767. Siona dealbata ingår i släktet Siona och familjen mätare. Inga underarter finns listade i Catalogue of Life.